# Landkreis Marburg-Biedenkopf
Landkreis Marburg-Biedenkopf er en Landkreis i regierungsbezirk Gießen i den vestlige del af tyske delstat Hessen.  
I midten af kreisen ligger universitetsbyen Marburg med omkring 80.000 indbyggere.

## Byer og kommuner
Kreisen havde 246648  indbyggere pr.  2018-12-31

| Byer | Kommuner |
| --- | --- |
| 1. Amöneburg 5096 2. Biedenkopf 13614 3. Gladenbach 12262 4. Kirchhain 16298 5. Marburg (administrationsby ) 76851 6. Neustadt 9586 7. Rauschenberg 4395 8. Stadtallendorf 21456 9. Wetter 8718 | 1. Angelburg (adm.: Gönnern) 3566 2. Bad Endbach 7928 3. Breidenbach 6711 4. Cölbe 6695 5. Dautphetal (adm: Dautphe) 11475 6. Ebsdorfergrund (adm: Dreihausen) 8879 7. Fronhausen 4119 1. Lahntal (adm: Sterzhausen) 6978 2. Lohra 5431 3. Münchhausen 3308 4. Steffenberg (adm: Niedereisenhausen) 3976 5. Weimar (adm: Niederweimar) 7114 6. Wohratal (adm: Wohra) 2192 |